# Aleksandr Lastin
Aleksandr Nikolajevitsj Lastin (Russisch: Александр Николаевич Ластин) (Archangelsk, 30 november 1976 – Zjeleznovodsk, 23 januari 2015) was een Russisch schaker. Sinds 1997 had hij de titel van Schaakgrootmeester (GM). 
- Lastin werd in 2002 Russisch schaakkampioen,[1] nadat hij een jaar eerder de finale verloor van Aleksandr Motyljov[2].
- Hij nam deel aan het FIDE Wereldkampioenschap schaken 2001/2002, waar hij in ronde 1 won van Ognjen Cvitan en in ronde 2 werd uitgeschakeld door Zhang Zhong.
- Op het FIDE Wereldkampioenschap schaken 2004, een knockout-toernooi met 128 deelnemers, bereikte hij de derde ronde, waarin hij werd uitgeschakeld door Hikaru Nakamura.
- In maart 2005 werd Lastin tweede op het Moskou Open.[3]
- Eveneens in 2005 werd hij gedeeld tweede (derde na tiebreak) op het 9e Voronezh Open.[4]
- In 2005 won hij het 7e Koeban-kampioenschap - Stepanov Memorial in Sotsji.[5]
- Lastin werd in 2006 ongedeeld winnaar van het Moskou Open 2006; hij scoorde 7½ pt. uit 9.[6]
- In juni 2007 won hij het V.K.Doroshkevich Memorial toernooi in Beloretsjensk.[7] Op dit toernooi werd hij gedeeld eerste in 2008[8] en in 2009.[9]
- In 2007 werd hij gedeeld eerste op het Voronezh Open, tweede na tiebreak.[10]
- Bij het Moskou Open in februari 2008 werd hij gedeeld tweede, vijfde na fijnwaardering.[11]
- In mei 2008 werd hij gedeeld 1e–8e met Nigel Short, Vadim Milov, Aleksej Aleksandrov, Baadur Jobava, Gadir Guseinov, Tamaz Gelashvili en Farid Abbasov in de President's Cup in Bakoe.[12]
- In september 2008 werd Lastin vierde in het Russische Kampioenschap "Higher League"[13] en kwalificeerde hij zich voor de superfinale van het Russische Kampioenschap in oktober, waar hij 5 pt. uit 11 behaalde en daarmee achtste werd.[14]
- In 2013 won Lastin het Dombay Open, na winnen van de tiebreak tegen Artur Gabrielian.[15][16]

Zijn hoogste ranking bereikte in 2010, een Elo-rating van 2659. 
Alexander Lastin overleed op 23 januari 2015 op 38-jarige leeftijd, in Zjeleznovodsk.

## Partij
Russisch Kampioenschap "Higher League" 2009, ronde 4.
Ian Nepomniachtchi (rating 2632) – Alexander Lastin (rating 2648)
1.e4 c6 2.d4 d5 3.exd5 cxd5 4.c4 Pf6 5.Pc3 e6 6.Pf3 Lb4 7.cxd5 Pxd5 8.Dc2 Pc6 9.a3 Le7 10.Ld3 Lf6 11.Le3 h6 12.Pe4 Da5+ 13.Ke2 O-O 14.Tac1 Ld7 15.Pc5 Dc7 16.Dd2 Tfd8 17.Lb1 Le8 18.Dd3 (diagram) Pf4+ 19.Lxf4 Dxf4 20.Dh7+ Kf8 21.Pd3 Pxd4+ 22.Pxd4 Dxd4 23.Tc7 Td7 24.Thc1 Tad8 25.Kf1 Dd6 26.Txd7 Lxd7 27.Kg1 Lb5 28.Td1 Lxb2 29.h3 Lf6 30.Pb2 Dc7 31.Txd8+ Dxd8 32.Ld3 Lc6 33.Pc4 Dd4 34.Lf1 Dc5 35.Dh8+ Ke7 36.Dc8 Ld4 37.Dc7+ Ld7 38.Dxb7 Lxf2+ 39.Kh1 Lg3 40.Db2 f6 41.Pd2 Lc6 42.Pf3 Df2 43.Db4+ Ld6 (0-1) 
(na 44.De1 valt pion a3)